# بچه‌های بد
بچه‌های بد فیلمی به کارگردانی علی‌رضا داوودنژاد و نویسندگی رضا داوودنژاد و علی‌رضا داوودنژاد محصول سال ۱۳۷۹ است.

## بازیگران
- رضا داوودنژاد
- زهرا داوودنژاد
- سیاوش حکمت شعار
- احترام‌السادات حبیبیان
- بهاره رهنما
- منوچهر حکمت شعار
- مهدی اخلاقی
- مهین بصیری
- محمد ابراهیمی
- فرهاد کریمی
- محمد کوشا
- توحید حق‌پرست
- وحید مالکی
- کامبیز کبریتی
- داریوش تیزهوش
- شیبا منادی زاده
- سیدمسعود طباطبایی
- پیام دبی
- عباس اکبری
- محمد آقاخانی
- مهدی عابدی
- احد معصومی
- سیاوش مهرآبادپور
- امید یعقوبیان
- مریم شهبازی
- منیژه پسر کلو
- اعظم مرادی
- مجتبی غرابی تهرانی